# Gajnice
Gajnice ist ein Ortsteil des Stadtbezirks Podsused Vrapče in der kroatischen Hauptstadt Zagreb. Der Ort hat 8021 Einwohner (Stand 2021).

## Lage
Gajnice liegt im Westen der Stadt Zagreb, nördlich der stadtauswärts führenden Aleja grada Bolonje, an der auch der Bahnhaltepunkt Gajnice liegt. Gajnice ist ein Ortsteil des Stadtbezirks Posuded-Vrapče und erstreckt sich über eine Fläche von 46,53 Hektar. Im Westen grenzt Gajnice an den Bach Dubravica.

## Geschichte
Gajnice entstand zwischen 1948 und 1952 als Fabriksiedlung für die Arbeiter des Staatsunternehmens Jedinstvo, das Anlagen für die Chemie– und Lebensmittelindustrie herstellte. Die Pläne des zuständigen Ministeriums sahen eine Siedlung für 5000 Menschen vor, die hier auch ihre Freizeit verbringen und Einkaufsmöglichkeiten haben sollten. Geplant wurde das Projekt von den Architekten Stjepana Gomboša, Ive Bartolića, Slavka Löwyja, Lavoslava Horvata und Milana Tomičića. Obwohl die Siedlung nie komplett verwirklicht wurde, bildet sie den Kern des heutigen Ortes Gajnice.

## Freizeit
Im Ortsteil Gajnice liegt der Park 101. Brigade mit Spielplätzen und Cafés. Im Park 101. Brigade gibt es manchmal temporär einen kleinen Freizeitpark.

## Schulen
In Gajnice liegt die Primarschule Osnova škola Dragutina Domjanića Zagreb. Sie verfügt über eine Bibliothek Außerdem besitzt der Ortsteil einen eigenen Kindergarten.

## Verkehr
Gajnice hat einen Bahnhof, von dem aus man den Hauptbahnhof Zagreb erreicht. Außerdem verkehren hier die Busse des städtischen öffentlichen Personennahverkehrs.

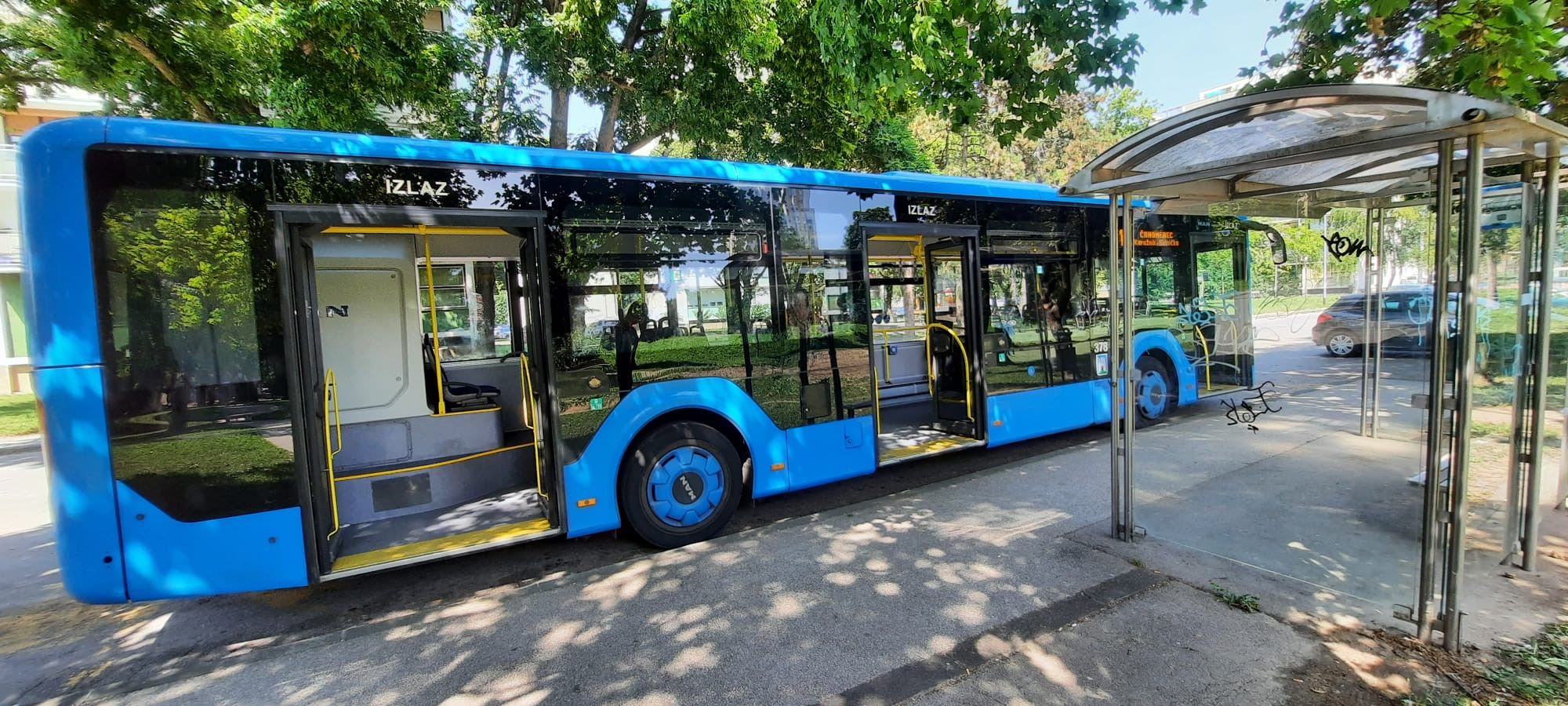
Ein Bus an der Haltestelle Park 101 Brigade